# Tomohiro Wanami
Tomohiro Wanami (和波 智広?, Wanami Tomohiro; Prefettura di Mie, 27 aprile 1980) è un ex calciatore giapponese, di ruolo centrocampista.